# Conomorphus convexus
Conomorphus convexus es una especie de coleóptero de la familia Mycteridae.

## Distribución geográfica
Habita en Trinidad y Brasil.